# میشل فورس
میشل فورس (به فرانسوی: Michel Forsé)؛ (زاده ۱۴ مارس ۱۹۵۴ در پاریس)، جامعه‌شناس فرانسوی، مدیر پژوهش مرکز ملی پژوهش‌های علمی فرانسه است.

## تحصیلات
در سال ۱۹۷۳ در بخش فلسفه مدرسه عالی سنت کلود پذیرفته شد. او در سال ۱۹۷۷ ضمن آشنایی با جامعه‌شناسی اداره مبارزه با مواد مخدر آمریکا در برنامه آموزش فردی پاریس در (مؤسسه مطالعات سیاسی پاریس) به جامعه‌شناسی روی آورد سپس در پایان سال ۱۹۸۰، در همین مؤسسه از رساله دکترای جامعه‌شناسی خود دفاع کرد که به جامعه‌پذیری مربوط می‌شود. وی در سال ۱۹۸۷ از رساله دکترای خود در رشته ادبیات و علوم انسانی در دانشگاه پاریس پنجم دفاع کرد که با عنوان «نظم نامحتمل، آنتروپی و فرآیندهای اجتماعی» منتشر شد.

## حرفه تخصصی
میشل فورس از سال ۱۹۸۱ تا ۱۹۸۷، پژوهشگر رصدخانه شرایط اقتصادی فرانسه بود. در سال ۱۹۸۷، دانشیار دانشگاه لیون ۲ و در سال ۱۹۹۱ به عنوان استاد جامعه‌شناسی در دانشگاه لیل ۱ انتخاب شد. از سال ۱۹۹۳ تا ۱۹۹۷ عضو مؤسسه دانشگاه فرانسه بود. در سال ۱۹۹۷، مدیر پژوهش در مرکز ملی پژوهش‌های علمی فرانسه شد و به عنوان عضو مرکز موریس هالبواچ (در مرکز ملی پژوهش‌های علمی فرانسه، مدرسه عالی مطالعات علوم اجتماعی، مدرسه عالی نرمال (خیابان اولم)) فعال بود و ریاست گروه پژوهشی انسجام و عدالت اجتماعی و مدیر علمی سرویس داده‌های آمار عمومی را بر عهده داشت. او همچنین با تأسیس مقطع کارشناسی ارشد جامعه‌شناسی و آمار در مدرسه عالی مطالعات علوم اجتماعی، مدرسه عالی نرمال (خیابان اولم) و دانشکده ملی آمار و مدیریت اقتصادی پاریس فعالیت علمی و مدیریتی دارد.
میشل فورس همچنین سردبیر مجله بررسی توکویل، عضو هیئت تحریریه سالنامه جامعه‌شناسی و آرشیو جامعه‌شناسی اروپا / مجله جامعه‌شناسی اروپایی و جامعه‌شناسی
سیاسی اجتماعی است.

## پژوهش

### تغییر اجتماعی
در سال ۱۹۸۱ با هانری مندراس واحد جامعه‌شناسی رصدخانه شرایط اقتصادی فرانسه را به منظور مطالعه تغییرات اجتماعی میان‌مدت در فرانسه تأسیس کردند. همچنین با هانری مندراس خلاصه‌ای از روندها و پارادایم‌های تغییرات اجتماعی را نوشتند. و شروع به توسعه مدلی برای تجزیه و تحلیل روابط بین روندهای تغییر کردند. این مدل به تدریج توسط گروهی از جامعه‌شناسان استفاده شد که در دهه‌های ۱۹۸۰ و ۱۹۹۰، عصر دوشنبه در رصدخانه شرایط اقتصادی فرانسه با هم دیدار می‌کردند و نام لوئیس دیرن (آناگرام دوشنبه شب) را به خود گرفتند. این گروه در سال ۱۹۹۰ تحلیل‌های شصت روند تحول جامعه فرانسه را در کتابی گردآوری کرد. که در سال ۱۹۹۸ به‌طور کامل به روز خواهد شد: جامعه فرانسوی در روندها. و میشل فورس در سال ۱۹۹۱ کتابی در مورد انتظارات معرفت‌شناختی و روش‌شناختی مدل منتشر کرد: «تحلیل ساختاری تغییرات اجتماعی».
در سال ۱۹۸۷ او گروه نمودار مقایسه‌ای تغییرات اجتماعی را با همکاران آمریکایی، کانادایی و آلمانی تأسیس کرد. کشورهای دیگری نیز چند سال بعد به این گروه پیوستند: بلغارستان، اسپانیا، یونان، ایتالیا، روسیه. با پیروی از روش لوئیس دیرن، اولین هدف، تحلیل روندهای اصلی تغییر در هر یک از کشورهای عضو مشخص است. مونوگراف‌های مربوط به هر کشور در انتشارات دانشگاه مک‌گیل تحت عنوان "روندهای اجتماعی اخیر در …" (نام کشور) منتشر می‌شد. ثانیاً این گروه پژوهشی، به مقایسه تغییرات بین جوامع مختلف می‌پرداخت. چندین کتاب مقایسه‌ای بین‌المللی به زبان انگلیسی منتشر شد: اولین مورد از آنها (ویرایش میشل فورسه و سیمون لانگلوا) با عنوان «روندهای مقایسه ای جوامع فراصنعتی» به فرانسوی ترجمه شده‌است. این کار در سال‌های ۲۰۰۹ تا ۲۰۱۰ با انتشار در دو شماره از «بررسی توکویل» ادامه یافت، پرونده ای در مورد انسجام اجتماعی.

### عدالت اجتماعی
از اوایل دهه ۲۰۰۰، میشل فورس با ماکسیم پارودی خود را وقف مطالعه عدالت اجتماعی کرده‌است. این امر باعث شد تا او در سال ۲۰۰۴ کتاب «اولویت عادلان، عناصری برای جامعه‌شناسی انتخاب‌های اخلاقی» و در سال ۲۰۱۰ کتاب نظریه تجربی عدالت اجتماعی آنها استدلال می‌کنند در یک جامعه مدرن، عادل بر خیر غالب است و مبتنی بر اصل توافق متفق القول است که به عنوان یک ایده‌آل نظارتی درک می‌شود ولی از آنجایی که این پایه صرفاً رسمی است، توسل به یک ماده تجربی برای ماهیت بخشیدن به آن ضروری است. نظریه تجربی عدالت اجتماعی که آنها پیشنهاد می‌کنند، به عنوان ثمره تعادل در نظر گرفته شده بین، از یک سو، قضاوت‌های سنجیده‌ای ارائه می‌شود که فرد به‌طور تجربی در بین عموم و در مورد بحث‌ها پیدا می‌کند. دیگر، توجیهات نظری که غالباً توسط فیلسوفان مورد بررسی قرار می‌گیرد و از این مبنا سرچشمه می‌گیرد. بررسی‌های نمایندگی متعددی که در کشورهای توسعه‌یافته مختلف انجام شده‌است، برای اثبات اعتبار این رویکرد مورد تجزیه و تحلیل قرار می‌گیرد. آنها نشان می‌دهند پاسخگویان اصول عدالت سازگار با افق توافق متفق القول را بسیج می‌کنند. اولویت بندی آنها بر اساس اولویت‌های خاص، و بین نیازهای مختلف ترکیب کنید، مانند به رسمیت شناختن شایستگی‌های فردی یا کاهش نابرابری‌های اقتصادی، قضاوت در مورد عدالت یا بی عدالتی وضعیت خود و همچنین جامعه خود. مصاحبه‌شوندگان با جست و جوی استدلال با قرار دادن خود به جای دیگران، از معقول‌ها حمایت می‌کنند یعنی احترام گذاشتن به دلایل دیگران حتی زمانی که از ارزش‌های مختلف دفاع می‌کنند.